# Leptocentrus recurvus
Leptocentrus recurvus är en insektsart som beskrevs av William Lucas Distant. Leptocentrus recurvus ingår i släktet Leptocentrus och familjen hornstritar. Inga underarter finns listade i Catalogue of Life.